# Chiesa di San Giorgio (Bormida)
La chiesa di San Giorgio è un luogo di culto cattolico situato nella località di Chiesa nel comune di Bormida, in provincia di Savona. La chiesa è sede della parrocchia omonima dell'unità pastorale di Val Bormida della diocesi di Mondovì.

## Storia e descrizione

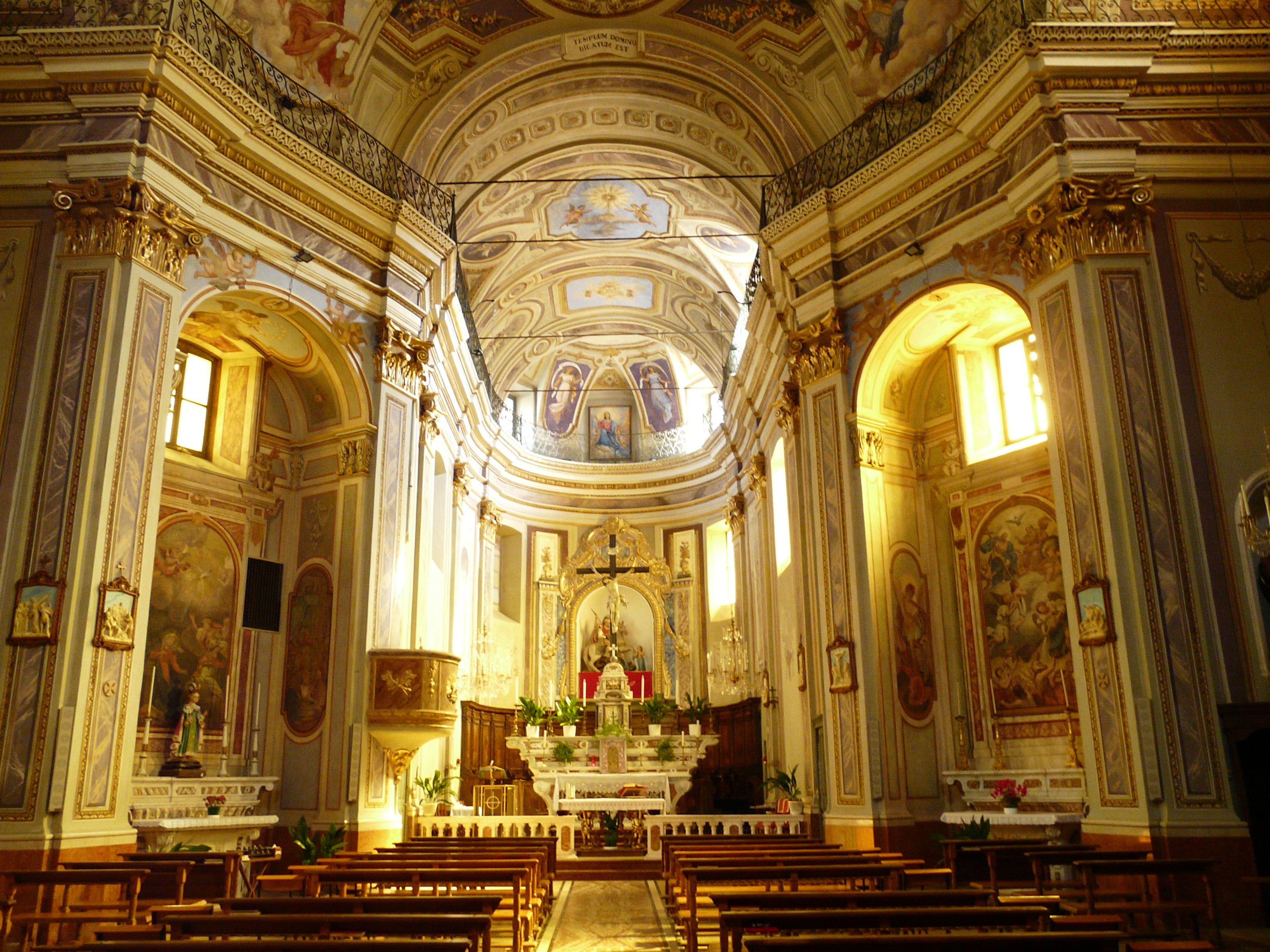
La navata

Secondo le fonti storiche la ricostruzione dell'edificio avvenne nel corso del XVII secolo sui resti di un preesistente luogo di culto del XV secolo di cui rimangono la base in pietra del campanile. Di pianta poligonale, presenta una facciata a capanna e una cupola ottagonale al di sopra del corpo principale della chiesa.
L'interno, affrescato in tempi recenti, conserva tre tele del XVIII secolo raffiguranti la Deposizione dalla croce, San Giorgio e la Presentazione di Gesù al tempio. Attribuita alla scuola scultorea genovese di Anton Maria Maragliano è il gruppo ligneo della Madonna, mentre è di mano ignota il gruppo di fine Ottocento ritraente San Giorgio che uccide il drago.